# Colne Valley

Colne Valley dans le West Yorkshire.

La circonscription de Colne Valley est une circonscription électorale anglaise située dans le West Yorkshire et représentée à la Chambre des communes du Parlement britannique.